# Dance Dance Revolution Hottest Party
Dance Dance Revolution: Hottest Party é um jogo de video game para o Wii desenvolvido pela Konami. O tapete de dança, incluso no jogo, utiliza a entrada de controle GameCube no Wii, mas também utiliza o Wii Remote para fazer movimentos com os braços.
Diferente do jogo Dance Dance Revolution: Mario Mix para o GameCube, o qual possuia Mario como tema e era voltado ao público infantil, Hottest Part será uma versão tradicional da série Dance Dance Revolution.

## Músicas
- "Karma Chameleon"
- "1,2 Step"
- "Clocks
- "Hot Stuff"
- "Blue Monday"
- "Disco Inferno"
- "Yo (Excuse Me Miss)"
- "Caught Up"
- "Rhythm Is a Dancer"
- "Too Little Too Late"
- "The Sign"
- "Far Away"
- "Lips of an Angel"
- "Gonna Make You Sweat (Everybody Dance Now)"
- "Love Shine" :D